# Kenya ai Giochi della XVIII Olimpiade
Il Kenya partecipò ai Giochi della XVIII Olimpiade, svoltisi a Tokyo dal 10 al 24 ottobre 1964, con una delegazione di 37 atleti impegnati in 5 discipline per un totale di 21 competizioni. Portabandiera alla cerimonia di apertura fu lo sprinter Seraphino Antao, alla sua seconda Olimpiade.
Alla terza partecipazione ai Giochi, il Kenya conquistò la sua prima medaglia olimpica grazie a Wilson Kiprugut, vincitore della medaglia di bronzo negli 800 metri.

## Medagliere
| Medaglia | Atleta          | Sport            | Evento                   |
| -------- | --------------- | ---------------- | ------------------------ |
| Bronzo   | Wilson Kiprugut | Atletica leggera | 800 metri piani maschili |